# Nederland op de Olympische Winterspelen 2022
Nederland nam deel aan de Olympische Winterspelen 2022 in Peking in China. Chef de mission voor Nederland was deze editie Carl Verheijen.

## Medailleoverzicht
| Sport      | Olympiër(s)                                                       | Onderdeel                | Medaille |
| ---------- | ----------------------------------------------------------------- | ------------------------ | -------- |
| Schaatsen  | Irene Schouten                                                    | 3000 m (v)               | Goud     |
| Schaatsen  | Irene Schouten                                                    | 5000 m (v)               | Goud     |
| Schaatsen  | Irene Schouten                                                    | Massastart (v)           | Goud     |
| Schaatsen  | Ireen Wüst                                                        | 1500 m (v)               | Goud     |
| Schaatsen  | Kjeld Nuis                                                        | 1500 m (m)               | Goud     |
| Schaatsen  | Thomas Krol                                                       | 1000 m (m)               | Goud     |
| Shorttrack | Suzanne Schulting                                                 | 1000 m (v)               | Goud     |
| Shorttrack | Yara van Kerkhof Selma Poutsma Suzanne Schulting Xandra Velzeboer | Relay (v)                | Goud     |
| Schaatsen  | Thomas Krol                                                       | 1500 m (m)               | Zilver   |
| Schaatsen  | Jutta Leerdam                                                     | 1000 m (v)               | Zilver   |
| Schaatsen  | Patrick Roest                                                     | 5000 m (m)               | Zilver   |
| Schaatsen  | Patrick Roest                                                     | 10.000 m (m)             | Zilver   |
| Shorttrack | Suzanne Schulting                                                 | 500 m (v)                | Zilver   |
| Schaatsen  | Antoinette de Jong                                                | 1500 m (v)               | Brons    |
| Schaatsen  | Antoinette de Jong Irene Schouten Ireen Wüst Marijke Groenewoud   | Ploegenachtervolging (v) | Brons    |
| Shorttrack | Suzanne Schulting                                                 | 1500 m (v)               | Brons    |
| Skeleton   | Kimberley Bos                                                     | Skeleton (v)             | Brons    |

## Deelnemers en resultaten
(m) = mannen, (v) = vrouwen 

### Alpineskiën
| Naam              | Onderdeel        | Run 1   | Run 1 | Run 2   | Run 2 | Totaal  | Totaal |
| Naam              | Onderdeel        | Tijd    | Rang  | Tijd    | Rang  | Tijd    | Rang   |
| ----------------- | ---------------- | ------- | ----- | ------- | ----- | ------- | ------ |
| Maarten Meiners   | Reuzenslalom (m) | 1:06.03 | 22e   | 1:09.45 | 20e   | 2:15.48 | 18e    |
| Adriana Jelínková | Reuzenslalom (v) | DNF     | -     | -       | -     | -       | -      |
| Adriana Jelínková | Slalom (v)       | DNS     | -     | -       | -     | -       | -      |

### Bobsleeën
| Naam                                                     | Onderdeel         | Run 1   | Run 1 | Run 2   | Run 2 | Run 3   | Run 3 | Run 4          | Run 4          | Totaal  | Totaal |
| Naam                                                     | Onderdeel         | Tijd    | Rang  | Tijd    | Rang  | Tijd    | Rang  | Tijd           | Rang           | Tijd    | Rang   |
| -------------------------------------------------------- | ----------------- | ------- | ----- | ------- | ----- | ------- | ----- | -------------- | -------------- | ------- | ------ |
| Ivo de Bruin* Jelen Franjić                              | Tweemansbob (m)   | 1:00.46 | 27e   | 1:00.36 | 18e   | 1:00.35 | 20e   | niet geplaatst | niet geplaatst | 5:02.39 | 23e    |
| Ivo de Bruin* Janko Franjić Jelen Franjić Dennis Veenker | Viermansbob (m)** | 59.85   | 26e   | 1:00.07 | 24e   | 1:00.08 | 27e   | niet geplaatst | niet geplaatst | 3:00.00 | 26e    |
| Karlien Sleper                                           | Monobob (v)       | 1:05.88 | 16e   | 1:06.59 | 16e   | 1:05.85 | 11e   | 1:06.65        | 18e            | 4:29.97 | 16e    |

* – Geeft de bestuurder van de slee aan
** – Reserve voor de viermansbob Stephan Huis in 't Veld, niet ingezet.

### Kunstrijden
| Naam                | Onderdeel | KK    | KK   | VK     | VK   | Totaal | Totaal |
| Naam                | Onderdeel | Score | Rang | Score  | Rang | Score  | Rang   |
| ------------------- | --------- | ----- | ---- | ------ | ---- | ------ | ------ |
| Lindsay van Zundert | Vrouwen   | 59.24 | 22 Q | 116.57 | 16   | 175.81 | 18     |

### Schaatsen
Mannen
| Naam               | Onderdeel | Uitslag    | Uitslag |
| Naam               | Onderdeel | Tijd       | Rang    |
| ------------------ | --------- | ---------- | ------- |
| Jorrit Bergsma     | 5000 m    | 6.13,18    | 5e      |
| Jorrit Bergsma     | 10.000 m  | 12.48,94   | 4e      |
| Marcel Bosker      | 1500 m    | 1.45,42    | 9e      |
| Sven Kramer        | 5000 m    | 6.17,04    | 9e      |
| Thomas Krol        | 500 m     | 35,06      | 18e     |
| Thomas Krol        | 1000 m    | 1.07,92    | Goud    |
| Thomas Krol        | 1500 m    | 1.43,55    | Zilver  |
| Kjeld Nuis         | 1500 m    | 1.43,21 OR | Goud    |
| Hein Otterspeer    | 1000 m    | 1.08,80    | 10e     |
| Patrick Roest      | 5000 m    | 6.09,31    | Zilver  |
| Patrick Roest      | 10.000 m  | 12.44,59   | Zilver  |
| Merijn Scheperkamp | 500 m     | 34,736     | 12e     |
| Kai Verbij         | 500 m     | 34,87      | 14e     |
| Kai Verbij         | 1000 m    | 1.14,17    | 30e     |

Vrouwen
| Naam                | Onderdeel | Uitslag    | Uitslag |
| Naam                | Onderdeel | Tijd       | Rang    |
| ------------------- | --------- | ---------- | ------- |
| Carlijn Achtereekte | 3000 m    | 4.02,21    | 7e      |
| Marijke Groenewoud  | 1500 m    | 1.54,97    | 5e      |
| Sanne in 't Hof     | 5000 m    | 6.59,77    | 7e      |
| Antoinette de Jong  | 1000 m    | 1.14,92    | 5e      |
| Antoinette de Jong  | 1500 m    | 1.54,82    | Brons   |
| Antoinette de Jong  | 3000 m    | 4.02,37    | 8e      |
| Michelle de Jong    | 500 m     | 37,97      | 13e     |
| Femke Kok           | 500 m     | 37,39      | 6e      |
| Jutta Leerdam       | 500 m     | 37,34      | 5e      |
| Jutta Leerdam       | 1000 m    | 1.13,83    | Zilver  |
| Irene Schouten      | 3000 m    | 3.56,93 OR | Goud    |
| Irene Schouten      | 5000 m    | 6.43,51 OR | Goud    |
| Ireen Wüst          | 1000 m    | 1.15,11    | 6e      |
| Ireen Wüst          | 1500 m    | 1.53,28 OR | Goud    |

Massastart
| Naam               | Onderdeel | Halve finale | Halve finale | Halve finale | Finale | Finale                 | Finale |
| Naam               | Onderdeel | Punten       | Tijd         | Rang         | Punten | Tijd                   | Rang   |
| ------------------ | --------- | ------------ | ------------ | ------------ | ------ | ---------------------- | ------ |
| Jorrit Bergsma     | Mannen    | 3            | 7.44:42      | 8 Q          | 3      | 7.50,25                | 9      |
| Sven Kramer        | Mannen    | 3            | 7.58,22      | 7 Q          | 0      | 7.13,37 (14/16 rondes) | 16     |
| Marijke Groenewoud | Vrouwen   | 9            | 8.30:92      | 5 Q          | 1      | 9.12:86                | 11     |
| Irene Schouten     | Vrouwen   | 13           | 8.34:43      | 4 Q          | 60     | 8.14:73                | Goud   |

Ploegenachtervolging
| Naam                                                            | Onderdeel | Kwartfinale | Kwartfinale | Halve finale | Halve finale | Finale  | Finale |
| Naam                                                            | Onderdeel | Tijd        | Rang        | Tijd         | Rang         | Tijd    | Rang   |
| --------------------------------------------------------------- | --------- | ----------- | ----------- | ------------ | ------------ | ------- | ------ |
| Marcel Bosker Sven Kramer Patrick Roest                         | Mannen*   | 3.38,90     | 4e Q        | 3.39,62      | 2e FB        | 3.41,62 | 4e     |
| Marijke Groenewoud Antoinette de Jong Irene Schouten Ireen Wüst | Vrouwen   | 2.57,26     | 3e Q        | 2.55,93      | 2e FB        | 2.56,86 | Brons  |

* – Reserve voor de ploegenachtervolging mannen Jorrit Bergsma, niet ingezet.

### Shorttrack
Mannen
| Naam                                                                     | Onderdeel | Series    | Series | Kwartfinale    | Kwartfinale    | Halve finale   | Halve finale   | Finale         | Finale         |
| Naam                                                                     | Onderdeel | Tijd      | Rang   | Tijd           | Rang           | Tijd           | Rang           | Tijd           | Rang           |
| ------------------------------------------------------------------------ | --------- | --------- | ------ | -------------- | -------------- | -------------- | -------------- | -------------- | -------------- |
| Dylan Hoogerwerf                                                         | 500 m     | PEN       | 4      | niet geplaatst | niet geplaatst | niet geplaatst | niet geplaatst | niet geplaatst | niet geplaatst |
| Sjinkie Knegt                                                            | 1000 m    | 1.23,097  | 2 Q    | YC             | 5              | niet geplaatst | niet geplaatst | niet geplaatst | niet geplaatst |
| Sjinkie Knegt                                                            | 1500 m    | n.v.t.    | n.v.t. | 2.12,208       | 1 Q            | PEN            | 5              | niet geplaatst | niet geplaatst |
| Itzhak de Laat                                                           | 500 m     | Geen tijd | 4      | niet geplaatst | niet geplaatst | niet geplaatst | niet geplaatst | niet geplaatst | niet geplaatst |
| Itzhak de Laat                                                           | 1000 m    | 1.24,332  | 3 ADV  | 1.42,90        | 3 ADV          | 1.24,23        | 4 FB           | 1.35,925       | 5              |
| Itzhak de Laat                                                           | 1500 m    | n.v.t.    | n.v.t. | 3.08,907       | 4              | niet geplaatst | niet geplaatst | niet geplaatst | niet geplaatst |
| Sven Roes                                                                | 1500 m    | n.v.t.    | n.v.t. | 2.18,687       | 2 Q            | 2.10,841       | 4 FB           | 2.18,299       | 14             |
| Jens van 't Wout                                                         | 500 m     | 44,857    | 3      | niet geplaatst | niet geplaatst | niet geplaatst | niet geplaatst | niet geplaatst | niet geplaatst |
| Jens van 't Wout                                                         | 1000 m    | 1.23,946  | 3      | niet geplaatst | niet geplaatst | niet geplaatst | niet geplaatst | niet geplaatst | niet geplaatst |
| Dylan Hoogerwerf Sjinkie Knegt Itzhak de Laat Sven Roes Jens van 't Wout | Relay     | n.v.t.    | n.v.t. | n.v.t.         | n.v.t.         | 6.37,927       | 3 FB           | 6.39,78        | 7              |

Vrouwen
| Naam                                                              | Onderdeel | Series      | Series | Kwartfinale | Kwartfinale | Halve finale   | Halve finale   | Finale         | Finale         |
| Naam                                                              | Onderdeel | Tijd        | Rang   | Tijd        | Rang        | Tijd           | Rang           | Tijd           | Rang           |
| ----------------------------------------------------------------- | --------- | ----------- | ------ | ----------- | ----------- | -------------- | -------------- | -------------- | -------------- |
| Selma Poutsma                                                     | 500 m     | 43,472      | 1 Q    | 1.07,285    | 4           | niet geplaatst | niet geplaatst | niet geplaatst | niet geplaatst |
| Selma Poutsma                                                     | 1000 m    | 1.28,115    | 2 Q    | 1.29,09     | 3           | niet geplaatst | niet geplaatst | niet geplaatst | niet geplaatst |
| Suzanne Schulting                                                 | 500 m     | 42,379 OR   | 1 Q    | 42,922      | 1 Q         | 42,475         | 1 FA           | 42,57          | Zilver         |
| Suzanne Schulting                                                 | 1000 m    | 1.27,292 OR | 1 Q    | 1.26,514 WR | 1 Q         | 1.28,10        | 1 FA           | 1.28,391       | Goud           |
| Suzanne Schulting                                                 | 1500 m    | n.v.t.      | n.v.t. | 2.18,810    | 1 Q         | 2.18,942       | 1 FA           | 2.17,865       | Brons          |
| Xandra Velzeboer                                                  | 500 m     | 42,563      | 1 Q    | PEN         | 5           | niet geplaatst | niet geplaatst | niet geplaatst | niet geplaatst |
| Xandra Velzeboer                                                  | 1000 m    | 1.30,454    | 2 Q    | 1.26,592    | 2 Q         | 1.27,80        | 5 FB           | 1.29,668       | 5              |
| Xandra Velzeboer                                                  | 1500 m    | n.v.t.      | n.v.t. | 2.21,148    | 2 Q         | 2.18,303       | 3 FA           | 2.18,781       | 5              |
| Rianne de Vries                                                   | 1500 m    | n.v.t.      | n.v.t. | 2:22.244    | 4 ADV       | 2:18.72        | 5              | niet geplaatst | niet geplaatst |
| Yara van Kerkhof Selma Poutsma Suzanne Schulting Xandra Velzeboer | Relay*    | n.v.t.      | n.v.t. | n.v.t.      | n.v.t.      | 4.04,133       | 1 FA           | 4.03.409 OR    | Goud           |

* – Reserve voor de relay Rianne de Vries, niet ingezet.
Gemengd
| Naam                                                                                           | Onderdeel | Kwartfinale | Kwartfinale | Halve finale | Halve finale | Finale   | Finale |
| Naam                                                                                           | Onderdeel | Tijd        | Rang        | Tijd         | Rang         | Tijd     | Rang   |
| ---------------------------------------------------------------------------------------------- | --------- | ----------- | ----------- | ------------ | ------------ | -------- | ------ |
| Selma Poutsma Suzanne Schulting Xandra Velzeboer Sjinkie Knegt Itzhak de Laat Jens van 't Wout | Relay     | 2.36,437 OR | 1           | 2.51,919     | 4 FB         | 2.36,966 | 4      |

### Skeleton
| Naam          | Onderdeel | Run 1   | Run 1 | Run 2   | Run 2 | Run 3   | Run 3 | Run 4   | Run 4 | Totaal  | Totaal |
| Naam          | Onderdeel | Tijd    | Rang  | Tijd    | Rang  | Tijd    | Rang  | Tijd    | Rang  | Tijd    | Rang   |
| ------------- | --------- | ------- | ----- | ------- | ----- | ------- | ----- | ------- | ----- | ------- | ------ |
| Kimberley Bos | Vrouwen   | 1.02,51 | 10e   | 1.02,22 | 2e    | 1.01,86 | 4e    | 1.01,87 | 2e    | 4.08,46 | Brons  |

### Snowboarden
Freestyle
| Naam                | Onderdeel      | Kwalificatie | Kwalificatie | Kwalificatie | Kwalificatie | Kwalificatie | Finale         | Finale         | Finale         | Finale         | Finale         |
| Naam                | Onderdeel      | Run 1        | Run 2        | Run 3        | Beste/Totaal | Rang         | Run 1          | Run 2          | Run 3          | Beste/Totaal   | Rang           |
| ------------------- | -------------- | ------------ | ------------ | ------------ | ------------ | ------------ | -------------- | -------------- | -------------- | -------------- | -------------- |
| Niek van der Velden | Big air (m)    | 79.00        | 60.00        | 63.75        | 142.75       | 11           | 83.75          | 78.25          | 26.75          | 162.00         | 6e             |
| Niek van der Velden | Slopestyle (m) | 26.51        | 46.03        | 79.00        | 46.03        | 22           | niet geplaatst | niet geplaatst | niet geplaatst | niet geplaatst | niet geplaatst |
| Melissa Peperkamp   | Big air (v)    | 60,00        | 68,25        | 58.00        | 128.25       | 11           | 64.25          | 72.00          | 69.75          | 141.75         | 6e             |
| Melissa Peperkamp   | Slopestyle (v) | 61,26        | 60,18        | n.v.t        | 61,26        | 13           | niet geplaatst | niet geplaatst | niet geplaatst | niet geplaatst | niet geplaatst |

Parallelreuzenslalom
| Naam            | Onderdeel | Kwalificatie | Kwalificatie | Achtste finale                  | Kwartfinale                    | Halve finale               | Finale                     | Finale |
| Naam            | Onderdeel | Tijd         | Rang         | Tegenstander Tijd               | Tegenstander Tijd              | Tegenstander Tijd          | Tegenstander Tijd          | Rang   |
| --------------- | --------- | ------------ | ------------ | ------------------------------- | ------------------------------ | -------------------------- | -------------------------- | ------ |
| Michelle Dekker | Vrouwen   | 1:28.73      | 13           | Sofia Nadyrsjina ( ROC) W +0.03 | Julia Dujmovits ( AUT) W +4.29 | Ester Ledecká ( CZE) V DNF | Gloria Kotnik ( SLO) V DNF | 4e     |

Snowboardcross
| Naam           | Onderdeel | Plaatsingsronde | Plaatsingsronde | Plaatsingsronde | Plaatsingsronde | Plaatsingsronde | Plaatsingsronde | Achtste finale | Kwartfinale    | Halve finale   | Finale         | Finale         |
| Naam           | Onderdeel | Run 1           | Run 1           | Run 2           | Run 2           | Snelste         | Rang            | Achtste finale | Kwartfinale    | Halve finale   | Finale         | Finale         |
| Naam           | Onderdeel | Tijd            | Rang            | Tijd            | Rang            | Snelste         | Rang            | Plaats         | Plaats         | Plaats         | Plaats         | Rang           |
| -------------- | --------- | --------------- | --------------- | --------------- | --------------- | --------------- | --------------- | -------------- | -------------- | -------------- | -------------- | -------------- |
| Glenn de Blois | Mannen    | 1:20.75         | 27              | 1:19.69         | 12              | 1:19.69         | 27 Q            | 4              | niet geplaatst | niet geplaatst | niet geplaatst | niet geplaatst |

## Medaillebonus NOC*NSF
De medaillewinnaars van TeamNL ontvangen een medaillebonus van het Nederlands Olympisch Comité NOC*NSF. Deze vergoeding bedraagt voor individuele sporters:

- Gouden medaille: € 30.000
- Zilveren medaille: € 22.500
- Bronzen medaille: € 15.000

Voor een medailleprestatie van teams, geldt dat ieder teamlid, dat een medaille heeft ontvangen, op basis van onderstaande verdeelsleutel een vergoeding ontvangt:

{\displaystyle {\frac {Vergoedingvoorindividuelesporters*wortelaantalteamleden}{Aantalteamleden}}}
Voor ieder teamlid wordt een minimumvergoeding gegarandeerd. Deze minimumvergoeding bedraagt:
- Gouden medaille: € 11.000
- Zilveren medaille: € 8.000
- Bronzen medaille: € 5.000

Behaalt een Topsporter meerdere medailles dan geldt de volgende regeling:

a. Voor de hoogste medaille ontvangt de Topsporter het volledige bedrag; 

b. Voor de tweede of één na hoogste medaille ontvangt de Topsporter tweederde van de daarbij behorende vergoeding;

c. Voor de derde of twee na hoogste medaille ontvangt de Topsporter een derde van de daarbij behorende vergoeding;

d. Voor de vierde en meerdere medaille(s) ontvangt de Topsporter een derde van de daarbij behorende vergoeding.
De medaillebonus wordt aangemerkt als "inkomen" en is derhalve belast voor de inkomstenbelasting. De sporter is verantwoordelijk voor de fiscale afdracht.

### Medaillebonus per sporter
| Olympiër(s)        | Sport      | Onderdeel                | Medaille | Medaillebonus NOC*NSF     |
| ------------------ | ---------- | ------------------------ | -------- | ------------------------- |
| Irene Schouten     | Schaatsen  | 3000 m (v)               | Goud     | € 30.000                  |
| Irene Schouten     | Schaatsen  | 5000 m (v)               | Goud     | € 30.000 x 2/3 = € 20.000 |
| Irene Schouten     | Schaatsen  | Massastart (v)           | Goud     | € 30.000 x 1/3 = € 10.000 |
| Irene Schouten     | Schaatsen  | Ploegenachtervolging (v) | Brons    | € 7.500 x 1/3 = € 2.500   |
| Irene Schouten     | Schaatsen  | Totaal                   | Totaal   | € 62.500                  |
| Suzanne Schulting  | Shorttrack | 1000 m (v)               | Goud     | € 30.000                  |
| Suzanne Schulting  | Shorttrack | 500 m (v)                | Zilver   | € 22.500 x 2/3 = € 15.000 |
| Suzanne Schulting  | Shorttrack | Relay (v)                | Goud     | € 15.000 x 1/3 = € 5.000  |
| Suzanne Schulting  | Shorttrack | 1500 m (v)               | Brons    | € 15.000 x 1/3 = € 5.000  |
| Suzanne Schulting  | Shorttrack | Totaal                   | Totaal   | € 55.000                  |
| Thomas Krol        | Schaatsen  | 1000 m (m)               | Goud     | € 30.000                  |
| Thomas Krol        | Schaatsen  | 1500 m (m)               | Zilver   | € 22.500 x 2/3 = € 15.000 |
| Thomas Krol        | Schaatsen  | Totaal                   | Totaal   | € 45.000                  |
| Patrick Roest      | Schaatsen  | 5000 m (m)               | Zilver   | € 22.500                  |
| Patrick Roest      | Schaatsen  | 10.000 m (m)             | Zilver   | € 22.500 x 2/3 = € 15.000 |
| Patrick Roest      | Schaatsen  | Totaal                   | Totaal   | € 37.500                  |
| Ireen Wüst         | Schaatsen  | 1500 m (v)               | Goud     | € 30.000                  |
| Ireen Wüst         | Schaatsen  | Ploegenachtervolging (v) | Brons    | € 7.500 x 2/3 = € 5.000   |
| Ireen Wüst         | Schaatsen  | Totaal                   | Totaal   | € 35.000                  |
| Kjeld Nuis         | Schaatsen  | 1500 m (m)               | Goud     | € 30.000                  |
| Jutta Leerdam      | Schaatsen  | 1000 m (v)               | Zilver   | € 22.500                  |
| Antoinette de Jong | Schaatsen  | 1500 m (v)               | Brons    | € 15.000                  |
| Antoinette de Jong | Schaatsen  | Ploegenachtervolging (v) | Brons    | € 7.500 x 2/3 = € 5.000   |
| Antoinette de Jong | Schaatsen  | Totaal                   | Totaal   | € 20.000                  |
| Yara van Kerkhof   | Shorttrack | Relay (v)                | Goud     | € 15.000                  |
| Selma Poutsma      | Shorttrack | Relay (v)                | Goud     | € 15.000                  |
| Xandra Velzeboer   | Shorttrack | Relay (v)                | Goud     | € 15.000                  |
| Kimberley Bos      | Skeleton   | Skeleton (v)             | Brons    | € 15.000                  |
| Marijke Groenewoud | Schaatsen  | Ploegenachtervolging (v) | Brons    | € 7.500                   |
| Totaal             | Totaal     | Totaal                   | Totaal   | € 375.000                 |